# (2S)-(−)-exo-(Dimethylamino)isoborneol
(2S)-(−)-exo-(Dimethylamino)isoborneol, meist als DAIB abgekürzt, ist eine organische chemische Verbindung, die sich strukturell von Isoborneol ableiten lässt. Die chirale Verbindung wird bisweilen als enantioselektiver Katalysator eingesetzt.

## Gewinnung und Darstellung
Ausgangsprodukt der Synthese von (2S)-(−)-exo-(Dimethylamino)isoborneol ist (1R,4S)-(−)-Camphorchinon-monoxim. Aus diesem wird durch Reduktion mit Lithiumaluminiumhydrid (2S)-(−)-3-exo-Aminoisoborneol hergestellt. Um die noch fehlenden Methylgruppen einzuführen, wird zunächst mit Triphosgen ein Carbamat hergestellt und anschließend mit Methyliodid die erste Methylgruppe eingeführt. Um das Endprodukt zu erhalten, wird zuletzt das Carbamat mit Lithiumaluminiumhydrid reduziert.

## Eigenschaften und Verwendung
DAIB ist eine farblose Flüssigkeit, die sich gut in den meisten organischen Lösungsmitteln wie Ethanol, Toluol und Dichlormethan löst. Die Verbindung wirkt als enantioselektiver Katalysator bei der Reduktion von Aldehyden mit organischen Zinkverbindungen. So entsteht bei der Reaktion von Benzaldehyd mit Diethylzink unter DAIB-Katalyse das (S)-1-Phenyl-1-propanol mit einem Enantiomerenüberschuss von 95,4 % ee und 97 % Ausbeute. Die Verbindung ermöglicht damit einen hohen Enantiomerenüberschuss im Produkt, obwohl der Katalysator eine deutlich geringere Enantiomerenreinheit besitzt.
An der Luft zersetzt sich DAIB langsam und muss daher unter Inertgasen wie Stickstoff oder Argon gelagert werden.